# Damnation and a Day
Damnation and a Day je pátým studiovým albem britské extrememetalové skupiny Cradle of Filth. Bylo nahráno ve spolupráci s Budapešťským Filmovým Orchestrem a Chórem, částečně je založeno na epické básni Ztracený ráj Johna Miltona.

## Seznam skladeb
1. A Bruise Upon the Silent Moon - 2:03
2. The Promise of Fever - 5:58
3. Hurt and Virtue - 5:23
4. An Enemy Led the Tempest - 6:11
5. Damned in Any Language (A Plague On Words) - 1:58
6. Better to Reign in Hell - 6:11
7. Serpent Tongue - 5:10
8. Carrion - 4:42
9. The Mordant Liquor of Tears - 2:35
10. Present From the Poison-Hearted - 6:19
11. Doberman Pharaoh - 6:03
12. Babalon A.D. (So Glad For The Madness) - 5:39
13. A Scarlet Witch Lit the Season - 1:34
14. Mannequin - 4:27
15. Thanks God For the Suffering - 6:13
16. The Smoke of Her Burning - 5:00
17. End of Daze - 1:24

## Sestava
- Dani Filth – zpěv, texty
- Paul Allender – kytara
- Martin Powell – klávesy, housle, kytara
- Dave Pybus – baskytara
- Adrian Erlandsson – bicí
- Sarah Jezebel Deva – vokály na pozadí